# Universitatea din Sussex
Universitatea din Sussex (în engleză University of Sussex) este o universitate publică de cercetare cu sediul la Falmer, Sussex, Anglia. Campusul este situat în Parcul Național South Downs și se află la o scurtă distanță de centrul orașului Brighton. Universitatea a primit Carta Regală în august 1961, fiind prima dintre ceea ce Michael Beloff a numit generația universităților cu pereți din sticlă, și a fost o membră fondatoare a Grupului universităților de cercetare intensivă (1994).
Universitatea are mai mult de o treime din studenții înscriși în programele de studii postuniversitare și aproximativ o treime din personalul său provine din afara Regatului Unit. Sussex are o comunitate diversă de peste 17.000 de studenți, iar aproximativ unul din trei studenți este străin, și peste 2.600 de cadre didactice, reprezentând peste 100 de naționalități diferite. Venitul anual al instituției pentru anul 2016–2017 a fost de 286,1 milioane de lire sterline, iar cheltuielile au fost de 270,4 milioane de lire sterline. În 2017, peste 25 de mii de studenți au depus cereri de înscrieri la Universitatea din Sussex, iar aproximativ 5.000 au fost acceptați în cadrul instituției.
Universitatea din Sussex numără printre foștii sau actualii săi profesori 5 câștigători ai Premiului Nobel, 15 membri ai Royal Society, 9 membri ai Academiei Britanice, 24 de membri ai Academiei de Științe Sociale și un câștigător al Premiului Crafoord. În 2011 mulți dintre profesorii săi obținuseră deja Premiul Societății Regale de Literatură, Ordinul Imperiului Britanic și Premiul Bancroft. Printre absolvenți se numără șefi de state, diplomați, politicieni, oameni de știință eminenți și activiști.

## Istoric

### Secolul al XX-lea
Într-un efort de a înființa o universitate care să deservească comitatul Sussex a avut loc o întâlnire publică în decembrie 1911 la Pavilionul Regal în scopul de a descoperi metode de a finanța construcția unei universități; proiectul a fost întrerupt din cauza începerii Primului Război Mondial, iar banii obținuți au fost folosiți pentru dotarea cu cărți a Colegiului Tehnic Municipal.
Ideea a fost reluată în anii 1950 și, în iunie 1958, guvernul a aprobat planul de înființare a unei universități la Brighton, care a fost prima dintr-o nouă generație ce a ajuns să fie cunoscută sub numele de universitățile cu pereți din sticlă. Universitatea a fost înființată ca o companie în 1959, obținând Carta Regală pe 16 august 1961. Aceasta a fost prima universitate din Marea Britanie înființată după cel de-al Doilea Război Mondial. Noua universitate a avut o abordare inovatoare, studenții beneficiind de un mediu de predare multidisciplinară. Sussex a promovat o activitate transdisciplinară, astfel încât studenții să iasă din universitate, cu o gamă bogată de cunoștințe de fundal sau „contextuale” care să completeze competențele lor de specialitate într-un anumit domeniu. De exemplu, studenții din domeniul artelor urmează în primul an cursuri de științe, în timp ce studenții din domeniul științelor urmează cursuri de arte.
Universitatea a crescut rapid, începând de la 52 de studenți în anul universitar 1961-1962 pentru a ajunge la 3.200 de studenți în anul universitar 1967-1968. Dupa pornire, la Knoyle Sala în Brighton, campusul Falmer a fost construit treptat cu Falmer Casa de deschidere în 1962. Campusul a fost lăudat ca având un aspect modernist și inovator, primind numeroase premii. Uniunea Studenților a fost destul de activă, organizând evenimente culturale și concerte. Interpreți ca Pink Floyd, Jimi Hendrix și Chuck Berry efectuate în mod repetat de la Universitatea Cameră Comună, oferindu-universitatea o reputație pentru Rock and Roll.
Din punct de vedere academic, Sussex a fost locul unde au predat personalități precum lordul Asa Briggs, Helmut Pappe, Gillian Rose, Jennifer Platt și Tom Bottomore. În primii ani de activitate, universitatea a atras mai mulți profesori renumiți, cum ar fi Sir John Cornforth, John Maynard Smith, Martin Wight, David Daiches, Roger Blin-Stoyle și Colin Eaborn. În mod similar, oameni de știință de renume ca Marcus Cunliffe, Gabriel Josipovici, Quentin Bell, Dame Helen Wallace, Stuart Sutherland și Marie Jahoda au devenit personalități de marcă ale universității și au fondat multe dintre departamentele actuale.
Sussex a ajuns să fie identificat cu radicalismul studențesc. În 1973 un grup de studenți l-au împiedicat fizic pe consilierul guvernamental american Samuel P. Huntington să țină un discurs în campus, din cauza implicării sale în Războiul din Vietnam. Similar, atunci când purtătorul de cuvânt al Ambasadei SUA, Robert Beri, a venit aici să poarte o discuție cu studenții pe tema „Vietnam în profunzime” trei studenți l-au așteptat în exteriorul Casei Falmer și au aruncat o găleată de vopsea roșie pe diplomat, care a fost nevoit să plece. Aceasta a ajuns să fie cunoscut ca Incidentul Găleții de Vopsea Vietnameze.
În anii 1967 și 1969 University of Sussex a câștigat Întrecerea Universitară din Marea Britanie.
În 1980, Sussex a depășit Universitatea din Oxford și a devenit universitatea cu cel mai mare venit din granturile și contractele de cercetare.

### Secolul al XXI-lea

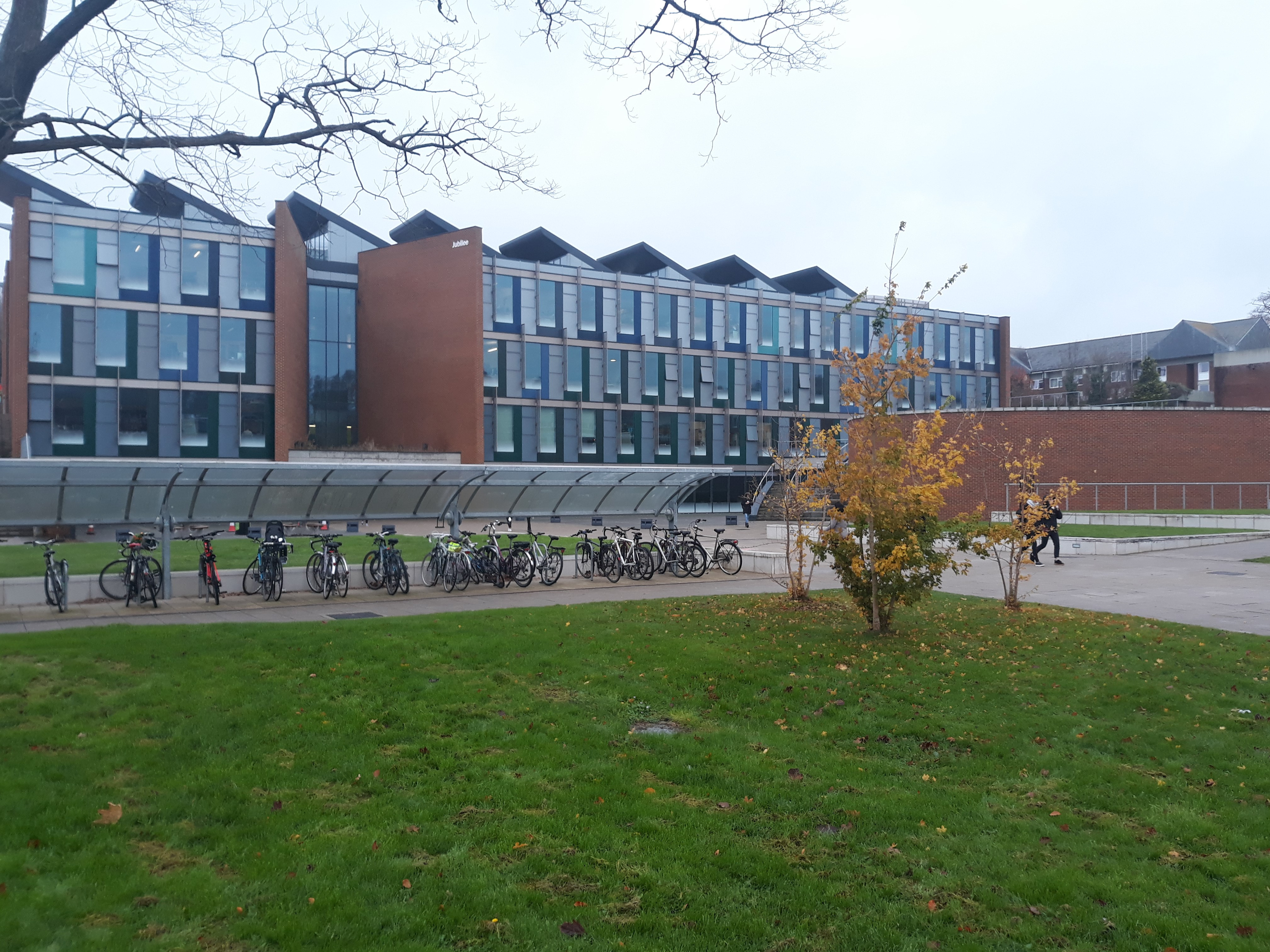
Clădirea Jubileului

În 2011 au fost sărbătoriți 50 de ani de la înființarea University of  Sussex, prilej cu care au apărut o serie de lucrări, inclusiv o carte de istorie a universității, și a fost lansat un proiect de fotografie și de istorie orală. Universitatea a lansat prima sa mare campanie de strângere de fonduri, Making the Future, și a strâns peste 51,3 milioane de dolari.

## Persoane notabile

### Absolvenți notabili

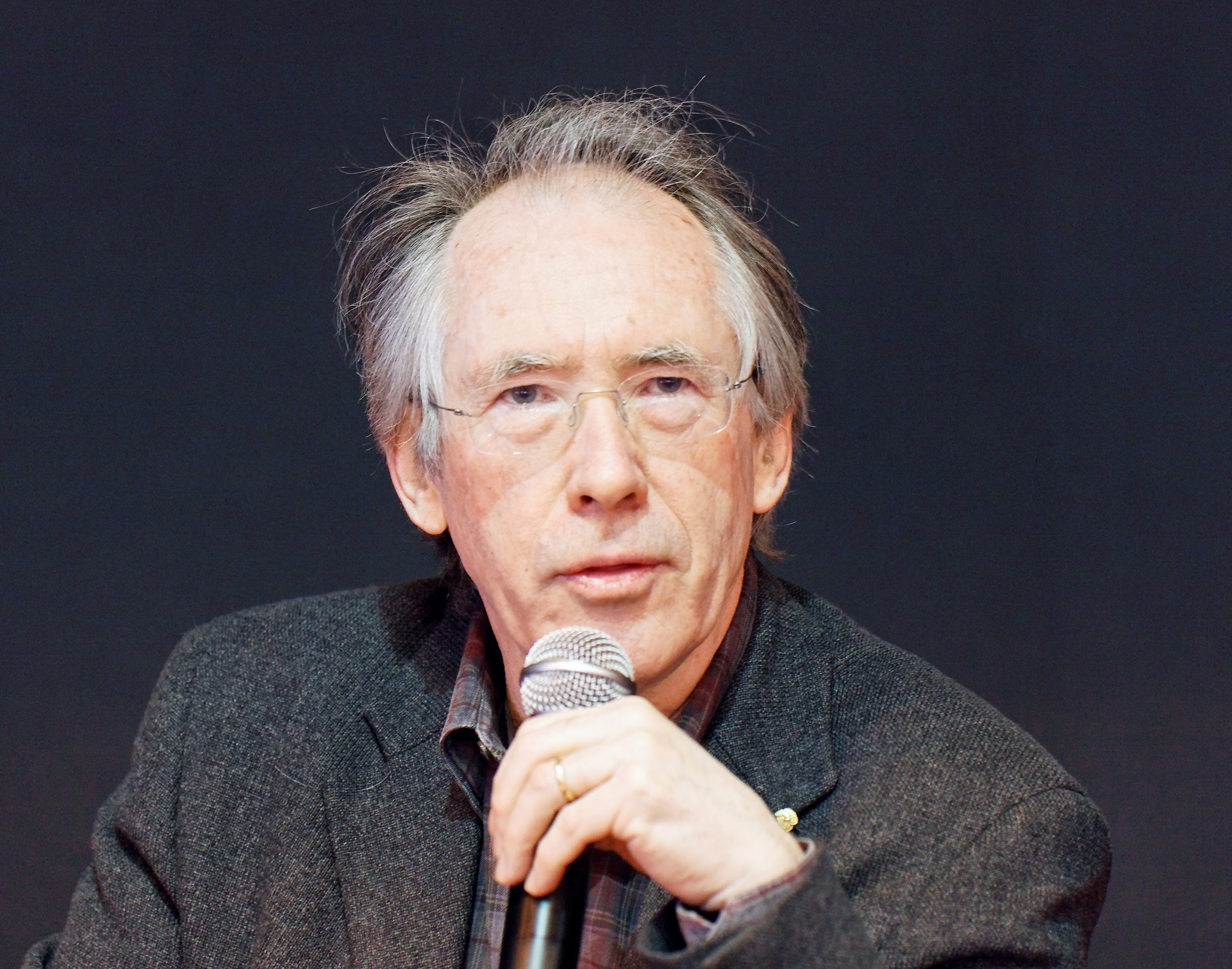
Ian McEwan, romancier și scenarist
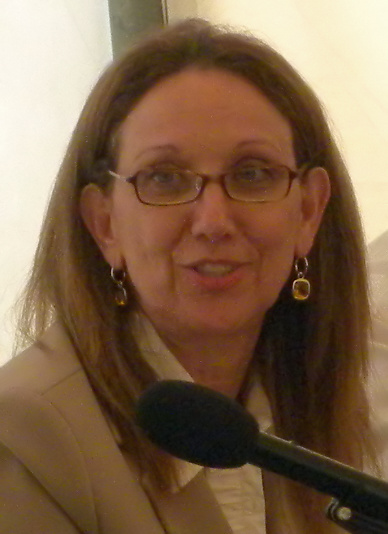
Rebeca Grynspan, director al United Nations Development Programme și fost subsecretar general al ONU
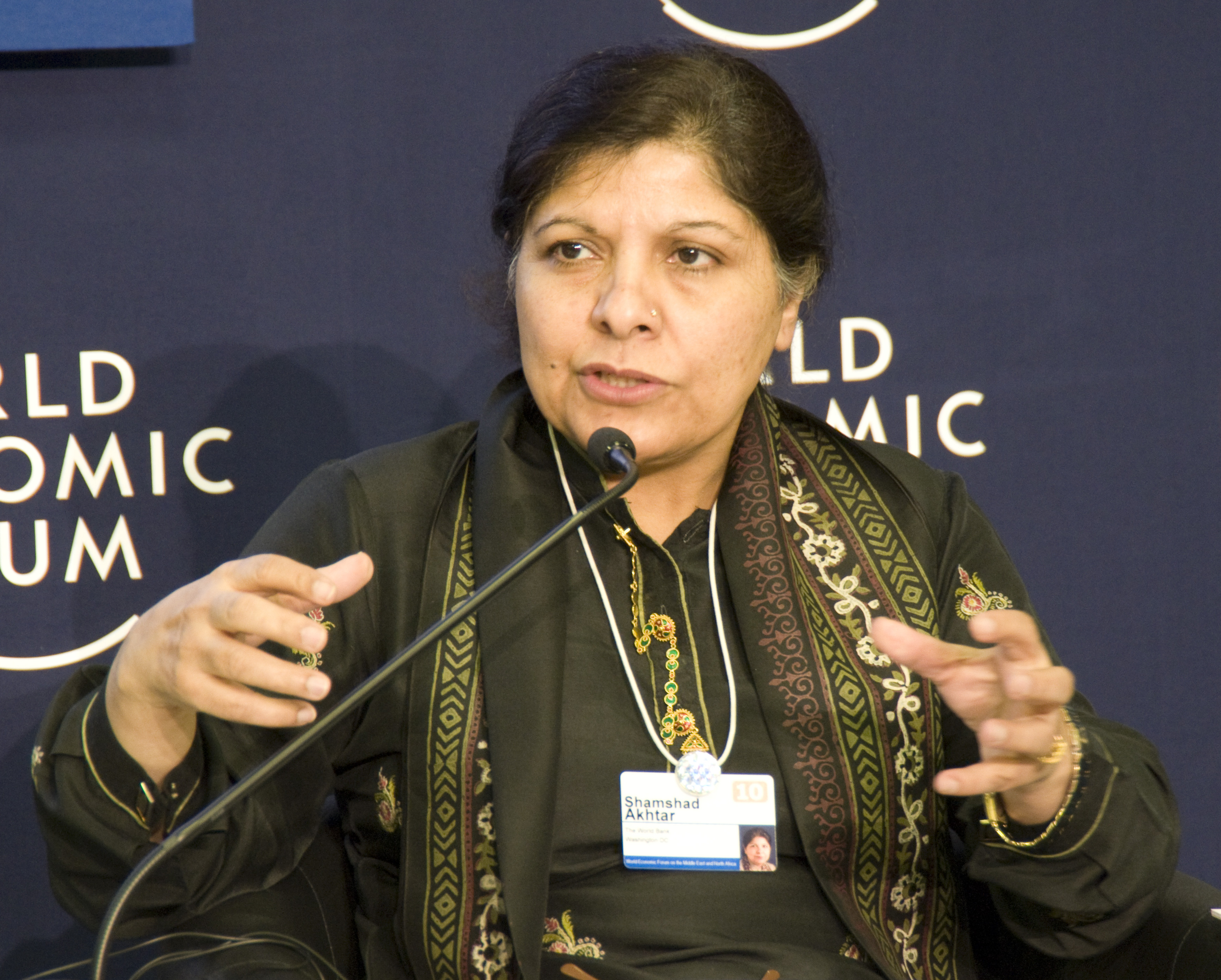
Shamshad Akhtar, secretar executiv al United Nations Economic and Social Commission
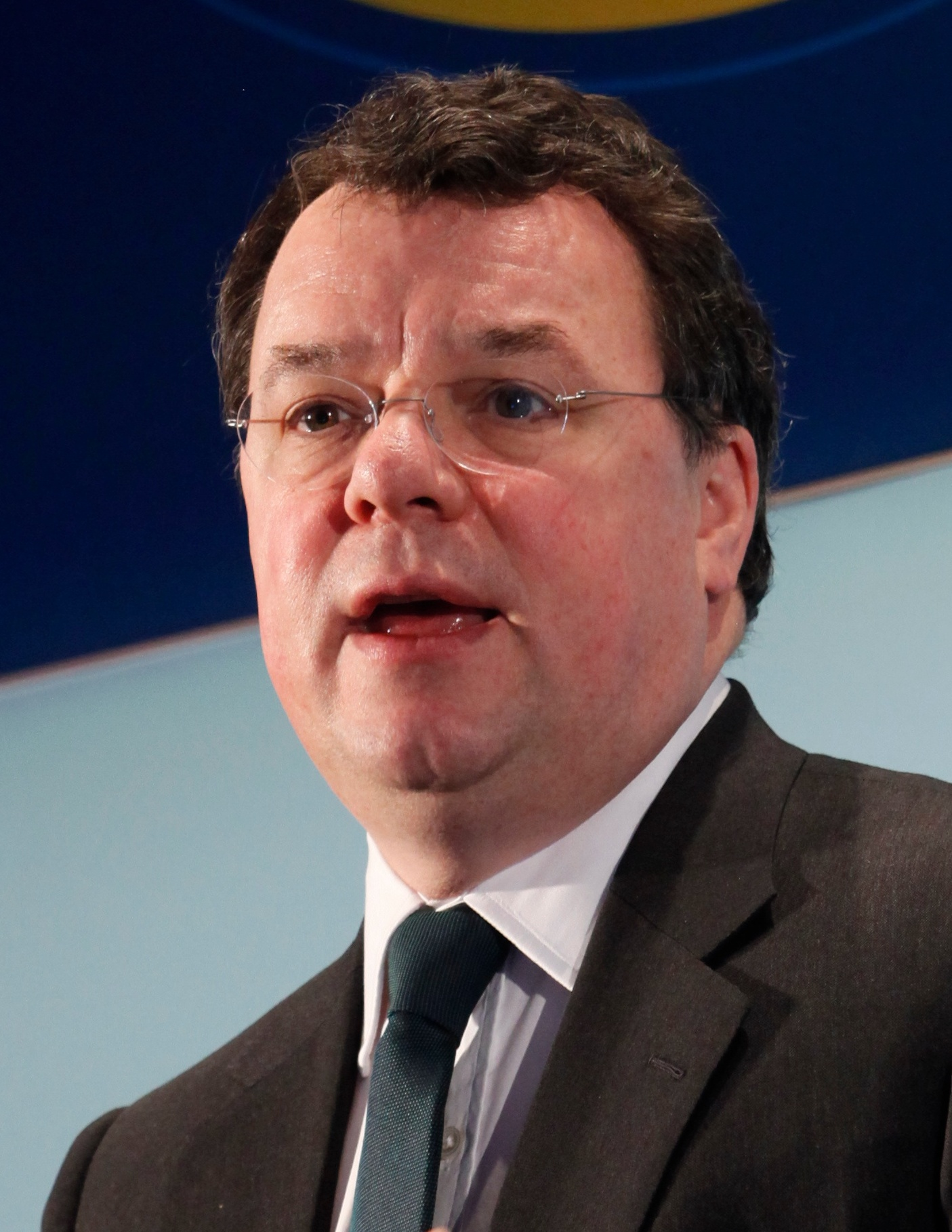
Keith Skeoch, președinte-director general al Standard Life
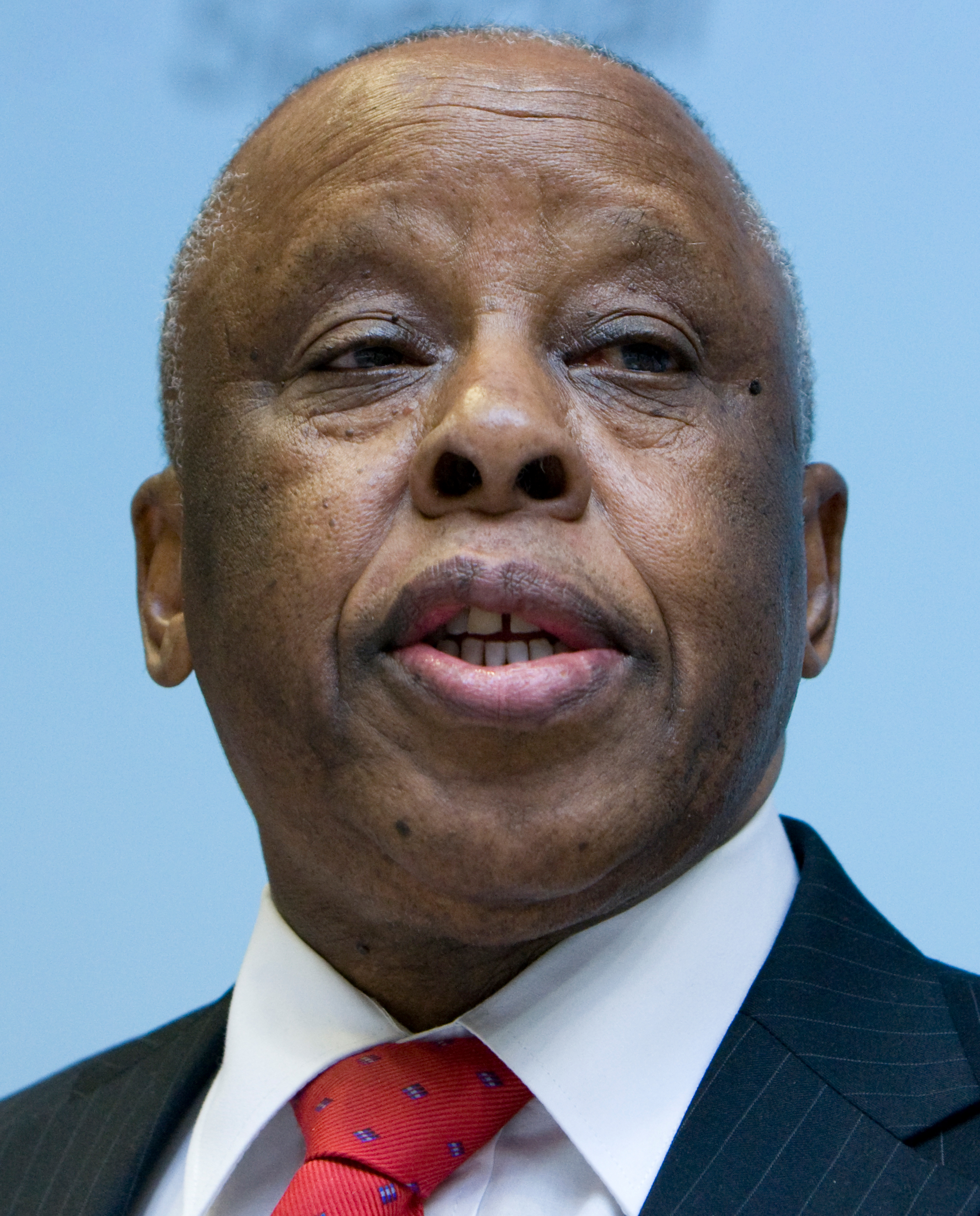
Festus Mogae, președintele Botswanei
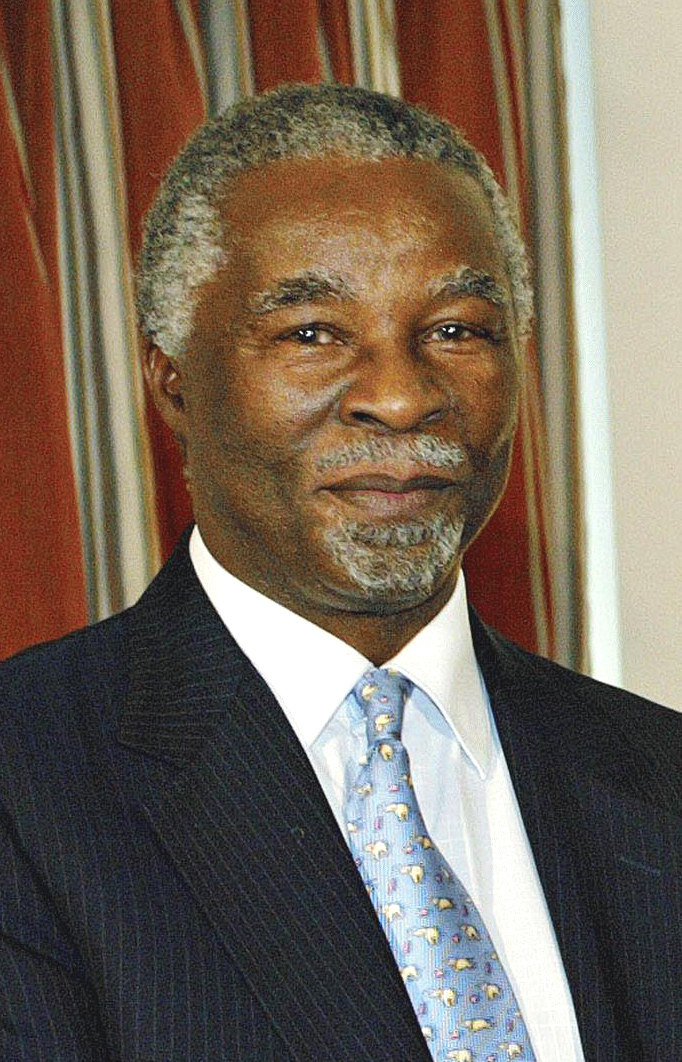
Thabo Mbeki, președintele Africii de Sud
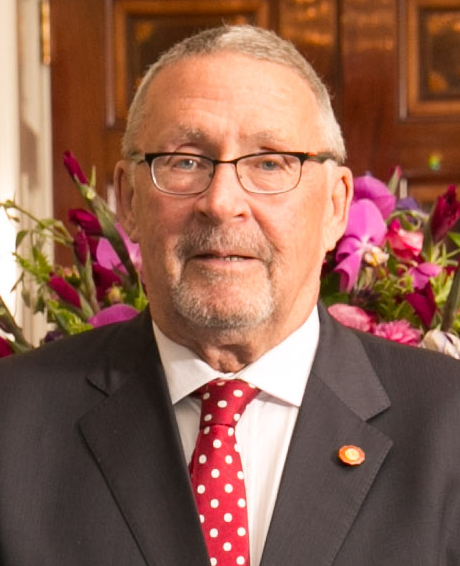
Guy Scott, președintele Zambiei
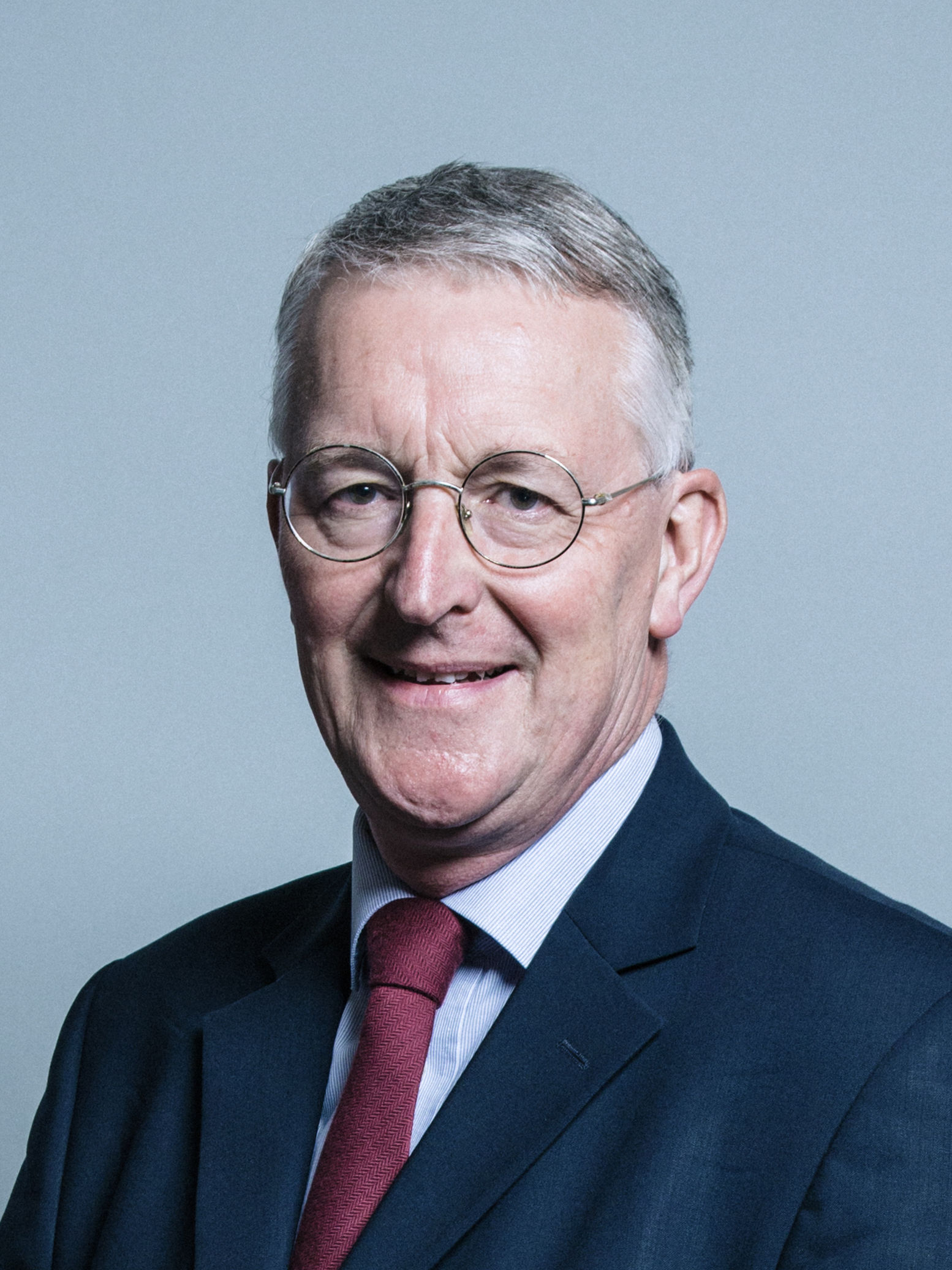
Hilary Benn, secretar de stat pentru afaceri externe al guvernului din umbră al Marii Britanii
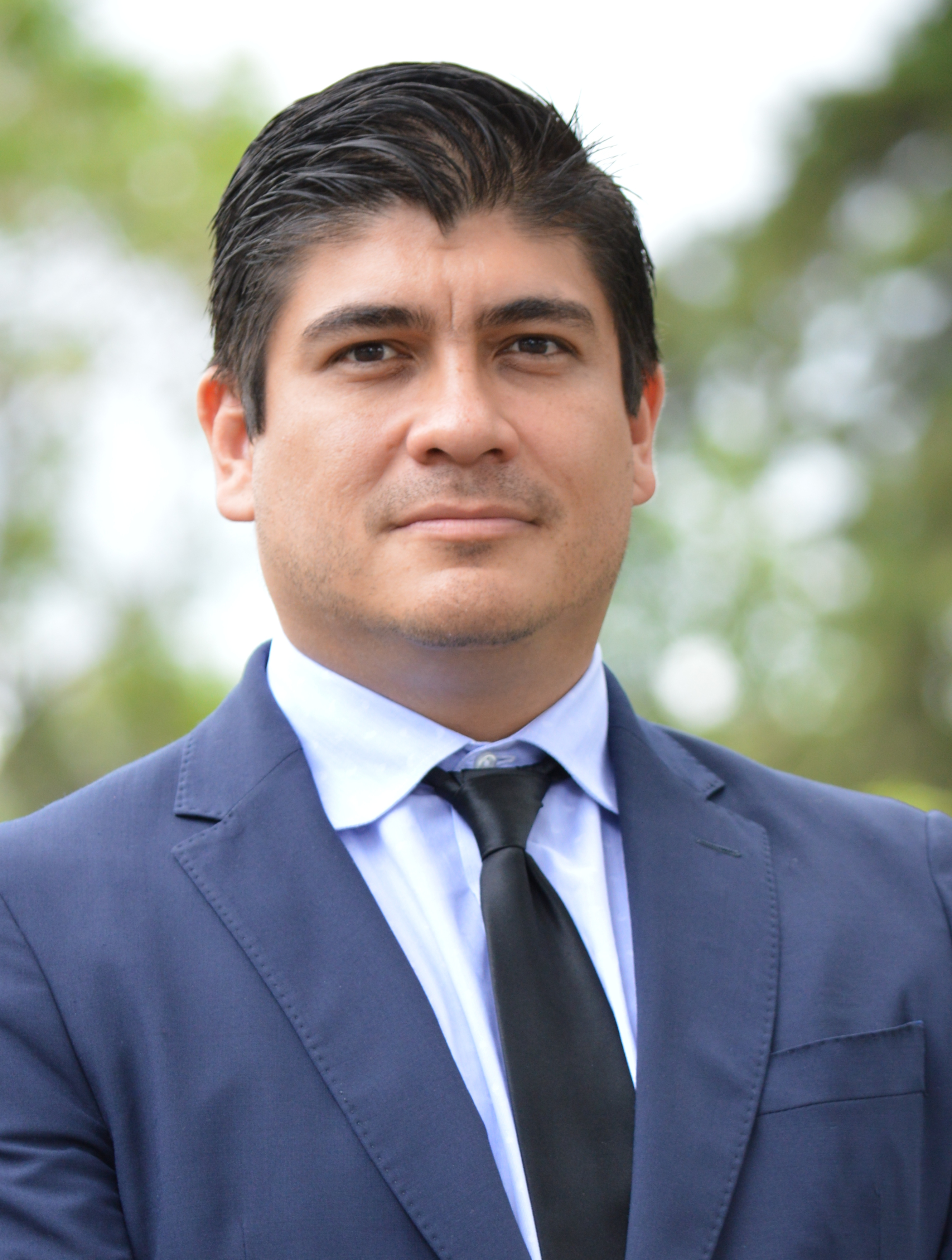
Carlos Alvarado Quesada, președintele Costăi Rica
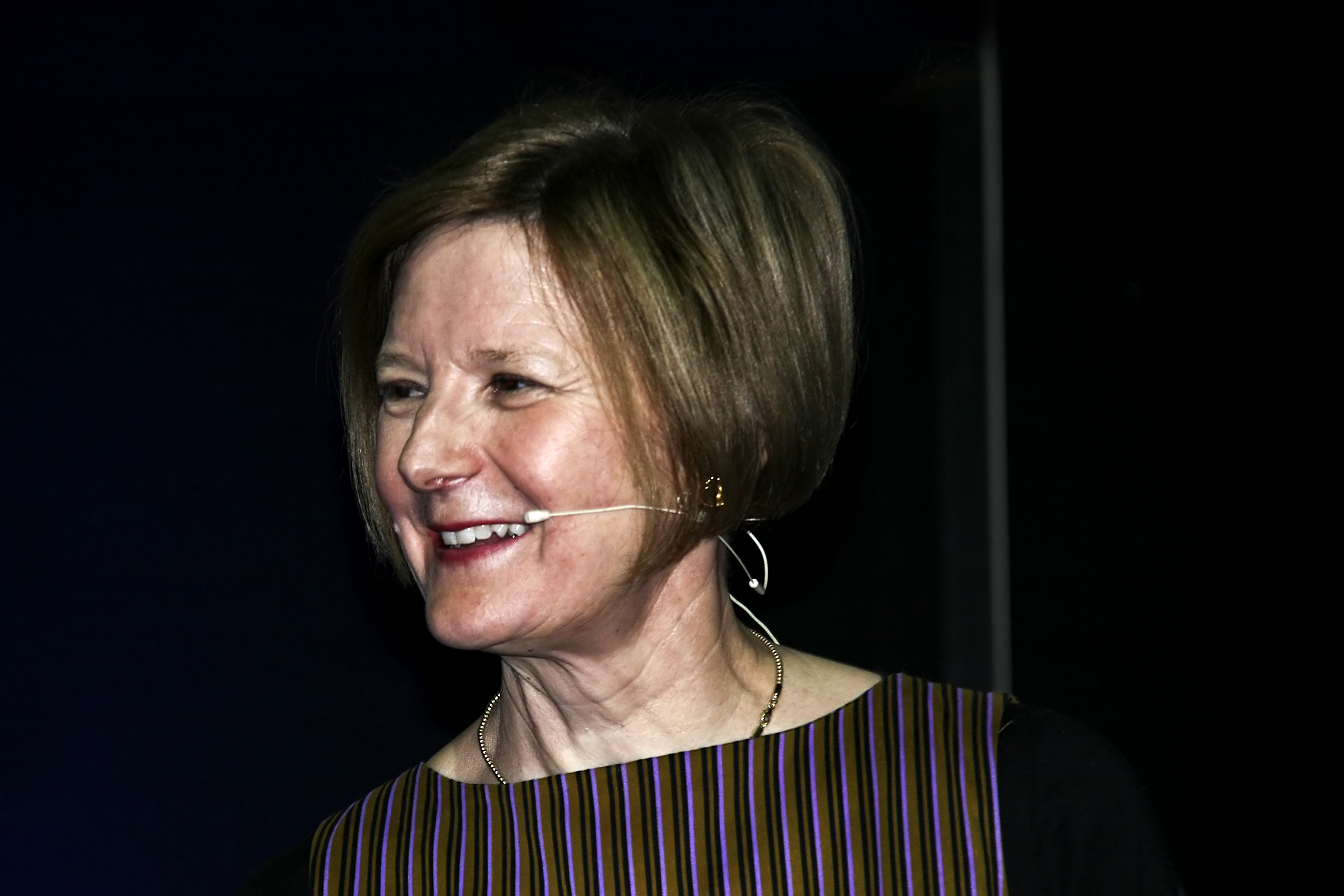
Helen Boaden, director al BBC
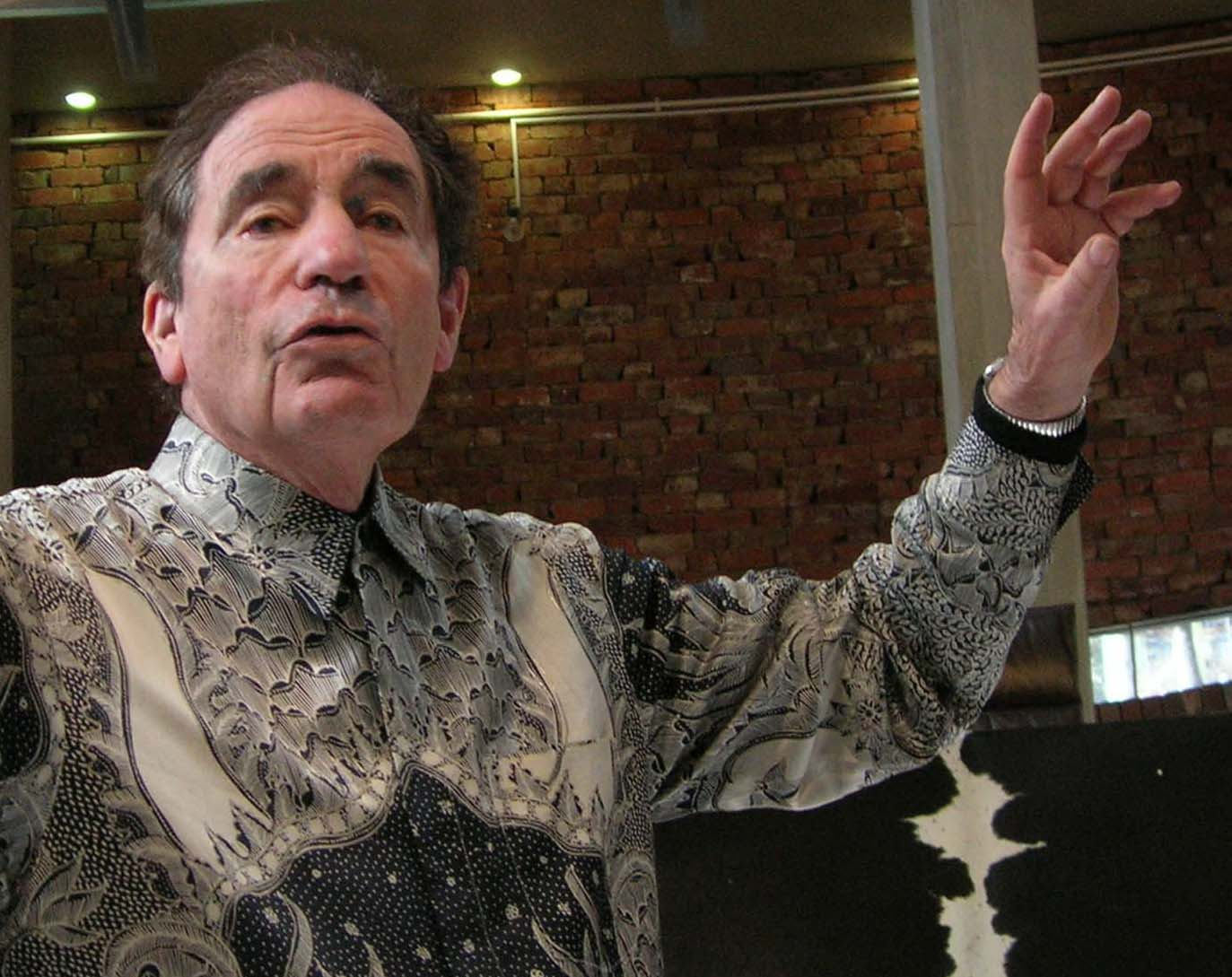
Albie Sachs, activist și judecător la Curtea Constituțională a Africii de Sud
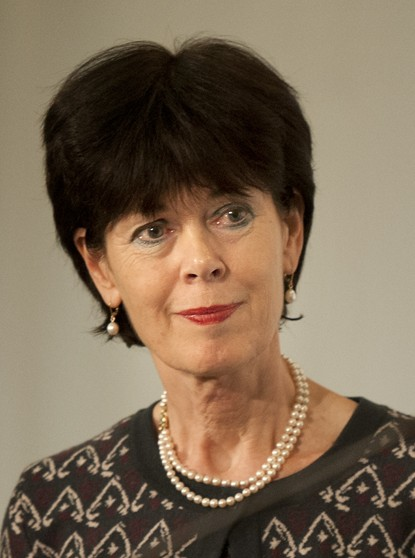
Renée Jones-Bos, diplomat neerlandez și ambasador în SUA (2007-2012) și în Rusia (2016-)
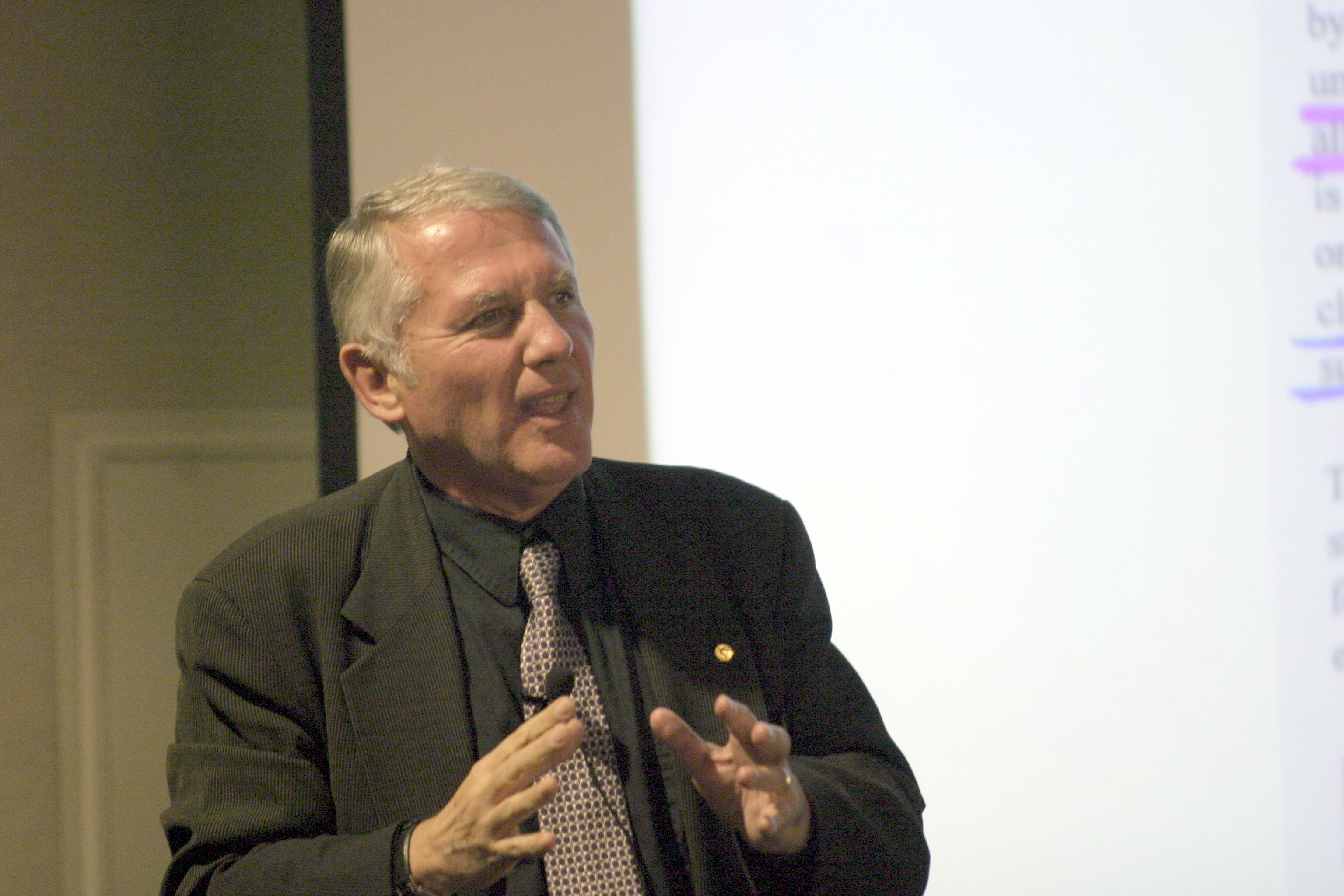
Dimitri Nanopoulos, fizician și profesor la Texas A&M

### Profesori notabili

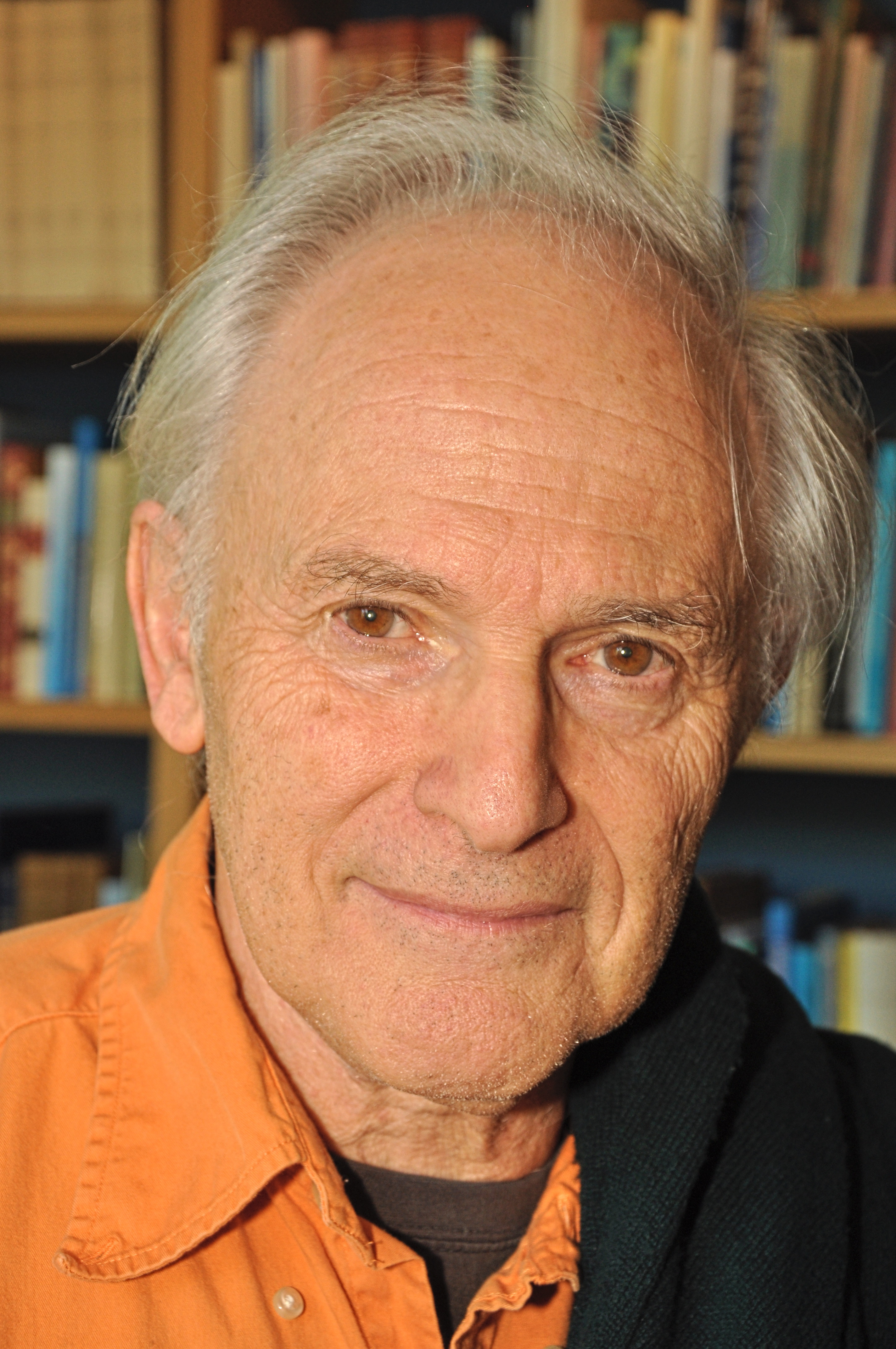
Harold Kroto, Premiul Nobel pentru Chimie (1996)
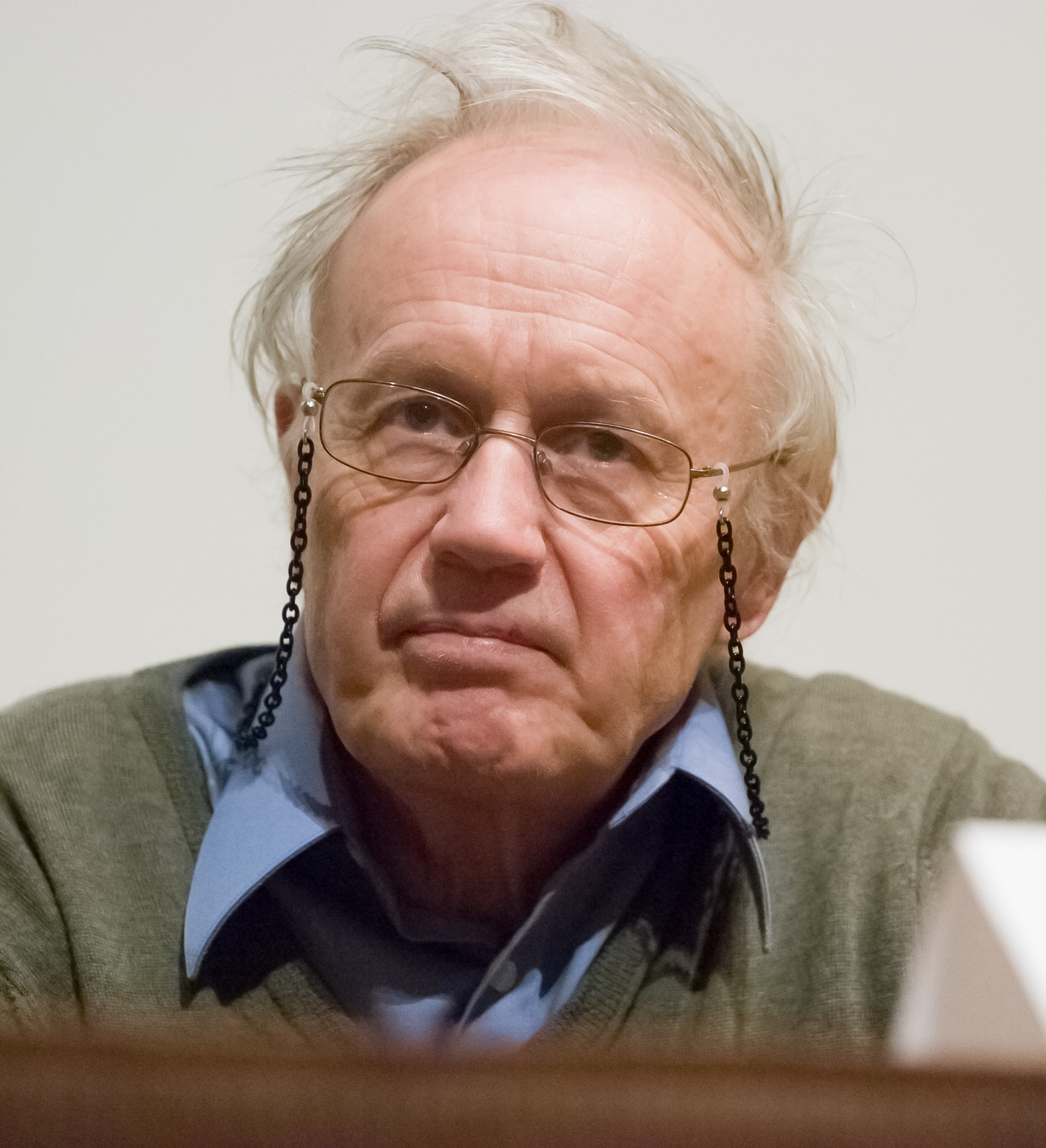
Anthony Leggett, Premiul Nobel pentru Fizică (2003)
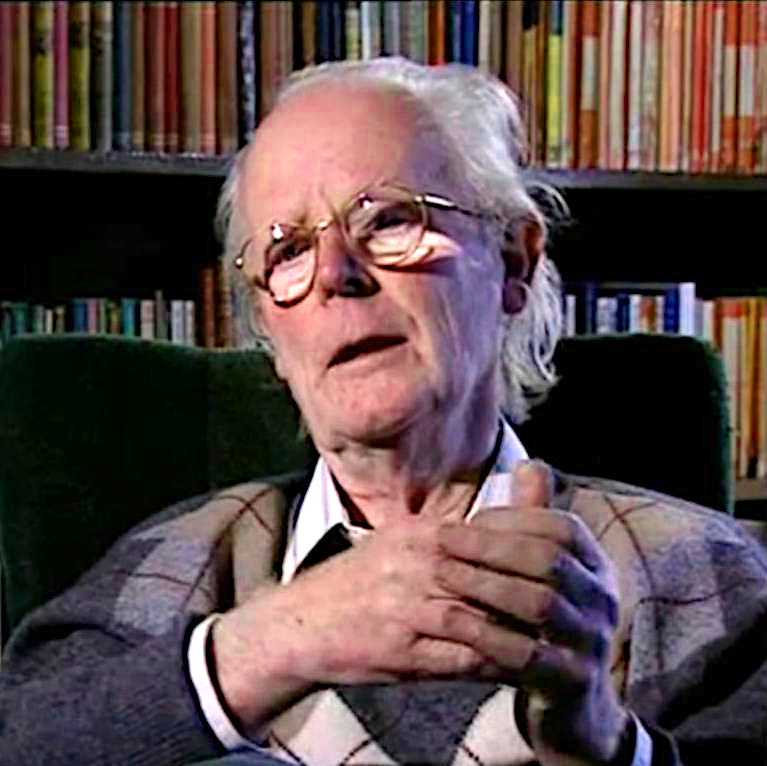
John Maynard Smith, Premiul Crafoord (1999)

În domeniul științelor University of Sussex numără cinci profesori câștigători ai Premiului Nobel: Sir Anthony Leggett, Sir Paul Nurse, Archer Martin, Sir John Cornforth și Sir Harry Kroto. Sir Harry, primul britanic care a câștigat premiul pentru chimie în ultimii peste zece ani, a primit premiul în 1996, pentru descoperirea unei noi clase de compuși ai carbonului, cunoscută sub numele de fulerenă.

## Legături externe
- University of Sussex website
- Brighton and Sussex Medical School
- University of Sussex Students' Union website